# 이타마르 벤그비르

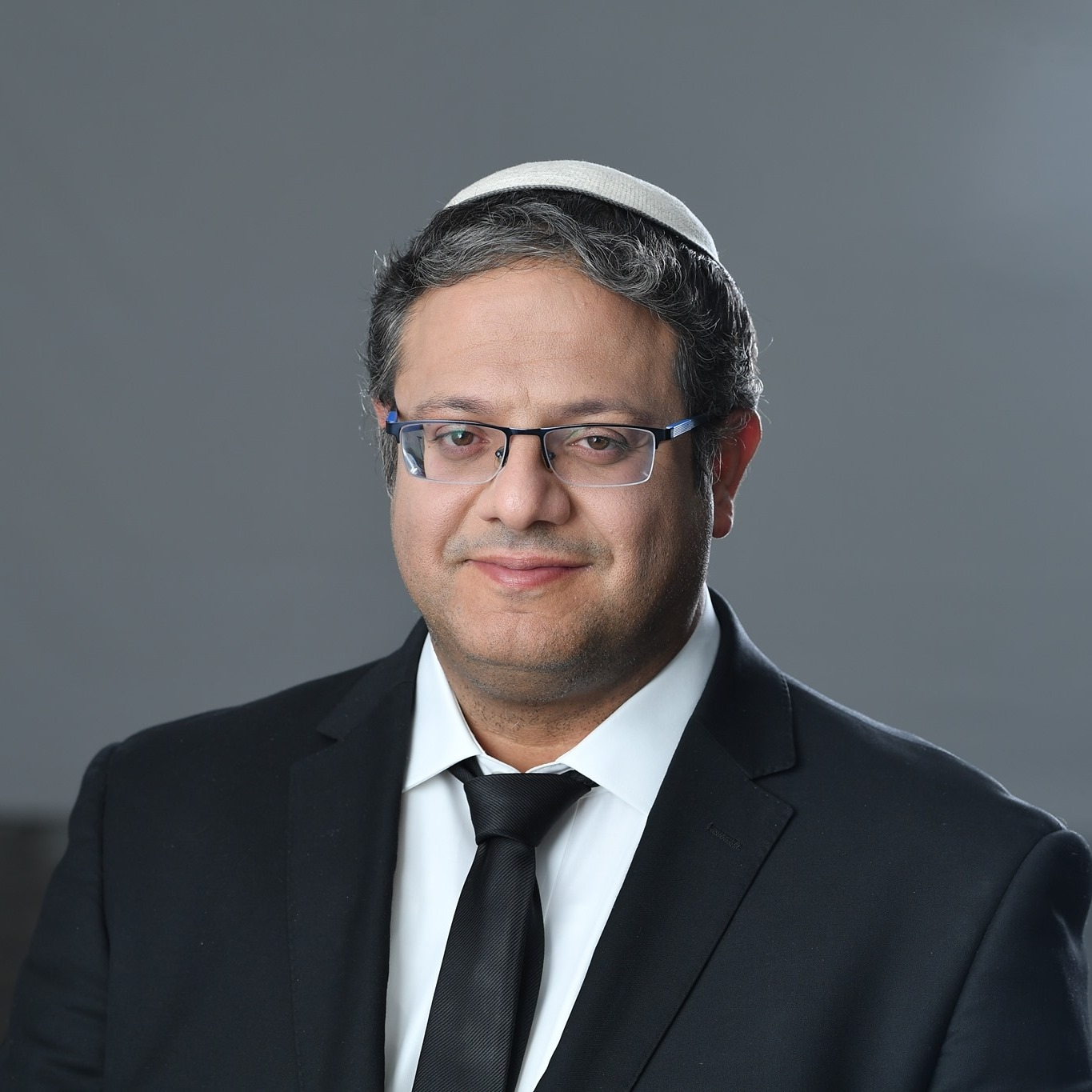
이타마르 벤그비르

이타마르 벤그비르(히브리어: אִיתָמָר בֶּן גְּבִיר Itamar Ben-Gvir, 1976년 5월 6일 ~)는 이스라엘의 변호사이자 정치가로, 이스라엘의 극우 성향 정당인 오츠마 예후디트의 지도자이다.
아랍인을 향한 증오심 표현으로 수십 건에 이르는 혐의를 받은 극단주의자 벤그비르는 1994년, 헤브론에서 팔레스타인 무슬림 예배자 29명을 학살하고 125명을 다치게 한 이스라엘계 미국인 테러리스트 바루흐 골드스타인의 초상화를 자신의 거실에 걸어둔 것으로 알려졌다. 벤그비르는 정계에 입문한 후 이 초상화를 제거했다. 1995년, 벤그비르는 훗날 암살된 당시 이스라엘 총리 이츠하크 라빈을 위협하는 발언을 하기도 했다.
변호사로서 벤그비르는 이스라엘에서 열린 재판에서 유대인 급진파를 변호한 것으로도 유명하다. 벤그비르는 이스라엘에 충성하지 않는 이스라엘 내 아랍계 시민의 추방을 요구했다. 벤그비르는 현재 젊은 이스라엘인들로 구성된 자신의 유권자 기반인 크네세트의 구성원이다.

## 생애
이티마르 벤그비르는 메바세레트 지온에서 태어났다. 벤그비르의 아버지는 예루살렘의 이라크 유대인 이민자 가정 출신이었다. 그는 휘발유 회사에서 일하면서 글을 쓰기 시작했다. 벤그비르의 어머니는 쿠르드계 유대인 이민자 출신으로, 10대 시절에 이르군에서 활동했었다. 벤그비르의 가족은 세속 성향이었지만, 벤그비르는 10대 시절, 제1차 인티파다 기간 동안 종교 색채가 강하고 급진적인 우익 견해를 받아들였다. 벤그비리는 처음에 아랍인을 이스라엘에서 내보내는 것을 주창한 정당인 몰데트 소속 우익 청년 운동에 가담했고, 이후 더욱 급진적인 카흐와 카하네 차이의 청년 운동에 가담하였다. 이 정당은 이스라엘에서 테러 조직으로 간주되고 있다. 벤그비리는 카흐의 청소년 코디네이터로 있었고, 14세에 구금되었다고 주장했다. 18세에 이스라엘 국방군에 징집될 나이가 되었을 때, 벤그비르는 극우 정치 배경 때문에 이스라엘 국방군에서 복무하는 것이 면제되었다.
벤그비르는 카하네주의 운동과 계속 연관되어 있으며, 벤그비르가 이끄는 정당인 오츠마 예후디트는 이념면에서 카하네를 계승하고 있는 후계 가운데 하나로 전해진다. 그는 1990년대에 오슬로 협정에 반대하는 시위에 적극 나섰으며, 1995년, 이츠하크 라빈 수상이 암살되기 몇 주 전에는 텔레비전에 출연하여 라빈의 차에서 훔친 캐딜락 엠블럼을 휘두르며 대중의 주목을 받았다. 하지만 이러한 배경에도 벤그비르는 오츠마 예후디트를 결성할 당시, 이 정당이 카흐 카하네 차이나 분열된 집단이 아닐 것이라고 주장하였다. 수십 건에 이르는 기소를 초래한 수 차례 극우 활동을 벌인 벤그비르는 2015년 11월 인터뷰에서 자신이 53번 기소되었다고 말했다. 대부분 기소는 법원에서 기각되었으나, 2007년 인종차별 선동 혐의로 유죄 판결을 받았다.
벤그비르는 마리브 일간지의 전 소유주인 오페르 님로디의 먼 친척 아얄라 님로디와 결혼했다. 부부는 5명의 자녀를 두고 있으며, 점령된 웨스트 뱅크의 키랴트 아르바/헤브론에 살고 있다.

## 정치 경력
2019년 2월, 벤그비르는 이스라엘에 충성하지 않은 이스라엘의 아랍계 시민을 추방해야 한다고 말했다. 벤그비르는 1994년 총대주교의 동굴에서 팔레스타인 무슬림 29명을 학살한 바루흐 골드스타인의 사진을 자신의 거실에 걸어둔 것으로 이름이 나있었다. 벤그비르는 2020년 이스라엘 입법부 선거 를 준비하면서 나프탈리 베네트가 이끄는 통합 우익 명단에 들 수 있기를 희망하는 차원에서 이를 제거했다.
2021년 5월, 벤그비르는 동예루살렘 지역인 셰이크 자라에 자주 방문하여 그곳에 거주하는 유대인 정착민들과 연대를 표시한 것으로 전해졌다.
2022년 이스라엘 입법부 선거에서 벤그비르가 이끄는 정당은 전례 없는 성공을 거두며 제25대 이스라엘 의회에서 3번째로 큰 정당이 되었다. 벤그비르와 벤그비르가 이끄는 정당은 베냐민 네타냐후가 이끄는 정부의 필수 구성 요소가 될 것으로 예상된다.